# Alan Jackson (ciclista)
Alan Wharmby Jackson (Stockport, Gran Manchester, 19 de novembre de 1933 - Hornchurch, Gran Londres, 1974) va ser un ciclista anglès que va córrer durant els anys 50 del segle xx. Va combinar el ciclisme en carretera amb el ciclo-cross.
El 1956 va prendre part en els Jocs Olímpics de Melbourne, en què guanyà una medalla una medalla de plata en la cursa en ruta per equips, junt a Arthur Brittain i William Holmes; i una de bronze en la cursa individual, per darrere Ercole Baldini i Arnaud Geyre.

## Palmarès
- 1955
  -  Campió del Regne Unit de ciclocròs
- 1956
  -  Campió del Regne Unit en ruta (NCU)
  -  Campió del Regne Unit de ciclocròs
  -  Medalla de plata als Jocs Olímpics de Melbourne en ruta per equips
  -  Medalla de bronze als Jocs Olímpics de Melbourne en ruta individual